# Deravé vrecko
Deravé vrecko je slovenská pohádková komedie s písničkami. Film vznikl podle námětu Marianny Grznárové, která napsala i scénář, režíroval Cyril Králík.

## Obsazení
- Královna Aranka: Eva Krížiková
- Král Ludvík XIX .: Karol Spišák
- Obchodnice Božka: Zora Kolínská
- Krejčí Berco: Ivan Krajíček
- Dopravák, detektiv: Jozef Vajda
- Kluci: Robert Roth

## Tvorba
- Režie: Cyril Králik
- Námět a scénář: Marianna Grznárová
- Dramaturgie: Peter Ševčovič
- Hudba: Jaroslav Filip
- Choreografie: Boris Slovák
- Scéna: Gabriel Erdélyi
- Kostýmy: Ľudmila Várošová
- Masky: Mária Chmelová, Juraj Petráň
- Zvuk: Oto Velký
- Střih: Soňa Martincová
- Kamera: Stanislav Bureš, Peter Tóth, Bohumil Krmíček
- Hlavní kamera: Josef Břežanská